# Северный (посёлок, Москва)
Се́верный — посёлок, вошедший в состав Москвы. Построен в 1950-е годы в архитектурном стиле сталинского неоклассицизма при Северной водопроводной станции. Стал основой современного московского района Северный.

## История
Решение о строительстве станции было принято в 1939 году, однако строительство до Великой Отечественный войны не началось. Станция вступила в строй в 1952 году, тогда же официально был основан и получил своё название посёлок Северный. Проектирование посёлка выполнялось под руководством Николая Николаевича Селиванова, секретаря правления Союза архитекторов. Также в проектировании участвовали К. Кислова, З. Государева и другие архитекторы.
Посёлок вошёл в состав Москвы 19 марта 1984 года. До середины 2000-х гг. продолжал считаться[кем?] отдельным посёлком городского типа, позже перестал учитываться отдельно.

## Описание
Посёлок застроен двухэтажными жилыми домами, каждый на четыре квартиры. В основном дома в посёлке относятся к одному из двух типов — с фронтоном и закруглёнными окнами первого этажа или в более строгом стиле, с меньшим декором. Дома двух типов чередуются, что позволяет избежать однообразия. В посёлке 9 улиц-линий, носящих названия 1-я — 9-я Северная линия (до 1994 года — 1-я — 9-я линии Северной Водопроводной Станции, до 1985 года — 1-я — 9-я линии посёлка Северный). Центральную ось посёлка образует 3-я Северная линия, протянувшаяся от дома культуры до центральной проходной водопроводной станции. Жилые здания нескольких типов и большинство общественных и административных зданий проектировал Н. Н. Селиванов. Так, по его проекту построены управление СВС (1-я Северная линия, д. 1, стр. 1), столовая (3-я Северная линия, д. 1), пожарное депо (1-я Северная линия, д. 7). Поселковый дом культуры (3-я Северная линия, д. 17) основан на проекте З. О. Брод, значительно переработанном Селивановым. Бывшая школа, ныне детский сад (3-я Северная линия, д. 15), построена по типовому проекту Н. М. Вавировского и А. П. Великанова.